# Campeonato Mundial de Tiro de 1974
El XLI Campeonato Mundial de Tiro se celebró en Thun (Suiza) en el año 1974 bajo la organización de la Federación Internacional de Tiro Deportivo (ISSF) y la Federación Suiza de Tiro Deportivo.
Las competiciones se realizaron en el Campo de Tiro Guntelsey de la ciudad suiza. Las pruebas de tiro al plato se efectuaron en Berna.

## Resultados

### Masculino
| Evento                                     | Oro                                    | Plata                                 | Bronce                                 |
| ------------------------------------------ | -------------------------------------- | ------------------------------------- | -------------------------------------- |
| Rifle 3 posiciones 300 m                   | Lanny Bassham Estados Unidos 1147 pts. | John Foster Estados Unidos 1140 pts.  | Max Hürzeler · Suiza · 1133 pts.       |
| Rifle 3 posiciones 300 m (equipos)         | Estados Unidos 4543                    | URSS 4508                             | Suecia · 4487                          |
| Rifle en pos. tendida 300 m                | Lanny Bassham Estados Unidos 394       | Udo Wunderlich RDA 393                | Lones Wigger Estados Unidos 392        |
| Rifle en pos. tendida 300 m (equipos)      | Estados Unidos 1555                    | URSS 1552                             | Suiza · 1542                           |
| Rifle en pos. de rodillas 300 m            | John Foster Estados Unidos 387         | Max Hürzeler · Suiza · 387            | Eugeniusz Pędzisz · Polonia · 385      |
| Rifle en pos. de rodillas 300 m (equipos)  | Polonia · 1531                         | Estados Unidos 1530                   | Suiza · 1522                           |
| Rifle en pos. de pie 300 m                 | Lanny Bassham Estados Unidos 370       | John Foster Estados Unidos 370        | Vladimir Agishev URSS 367              |
| Rifle en pos. de pie 300 m (equipos)       | Estados Unidos 1458                    | URSS 1435                             | Checoslovaquia 1428                    |
| Rifle estándar 300 m                       | David Kimes Estados Unidos 375         | Lones Wigger Estados Unidos 375       | John Foster Estados Unidos 369         |
| Rifle estándar 300 m (equipos)             | Estados Unidos 2280                    | URSS 2237                             | Checoslovaquia 2217                    |
| Rifle 3 posiciones 50 m                    | John Writer Estados Unidos 1163        | Lones Wigger Estados Unidos 1162      | Lanny Bassham Estados Unidos 1162      |
| Rifle 3 posiciones 50 m (equipos)          | Estados Unidos 4644                    | URSS 4607                             | RFA 4589                               |
| Rifle en pos. tendida 50 m                 | Karel Bulan Checoslovaquia 599         | Helge Edvin Anhushaug · Noruega · 597 | Wolfram Waibel · Austria · 597         |
| Rifle en pos. tendida 50 m (equipos)       | Finlandia · 2372                       | Estados Unidos 2371                   | Checoslovaquia 2371                    |
| Rifle en pos. de rodillas 50 m             | Vitali Parjimovich URSS 394            | Jaakko Minkkinen · Finlandia · 393    | John Writer Estados Unidos 391         |
| Rifle en pos. de rodillas 50 m (equipos)   | URSS 1547                              | Estados Unidos 1546                   | RFA 1543                               |
| Rifle en pos. de pie 50 m                  | Lones Wigger Estados Unidos 383        | Gerhard Krimbacher · Austria · 380    | Lanny Bassham Estados Unidos 378       |
| Rifle en pos. de pie 50 m (equipos)        | Estados Unidos 1508                    | URSS 1476                             | Hungría · 1474                         |
| Rifle estándar 3 posiciones 50 m           | Hermann Sauer Sudáfrica 576            | Uto Wunderlich RDA 575                | Helge Edvin Anshushaug · Noruega · 574 |
| Rifle estándar 3 posiciones 50 m (equipos) | URSS 2280                              | Estados Unidos 2278                   | Noruega · 2268                         |
| Rifle de aire 10 m                         | Eugeniusz Pędzisz · Polonia · 384      | Lanny Bassham Estados Unidos 384      | David Kramer Estados Unidos 383        |
| Rifle de aire 10 m (equipos)               | RFA 1518                               | Estados Unidos 1516                   | Polonia · 1512                         |
| Pistola 50 m                               | Georgi Zapolski URSS 566               | Iván Némethy Checoslovaquia 566       | Harald Vollmar RDA 565                 |
| Pistola 50 m (equipos)                     | URSS 2244                              | Checoslovaquia 235                    | Austria · 2235                         |
| Pistola rápida de fuego 25 m               | Alfred Radke RFA 594                   | Heinz Weissenberger RFA 594           | Viktor Torshin URSS 592                |
| Pistola rápida de fuego 25 m (equipos)     | URSS 2361                              | Checoslovaquia 2359                   | Rumania 2357                           |
| Pistola de fuego 25 m                      | Dan Iuga Rumania 591                   | Francis Higginson Estados Unidos 591  | Hynek Hromada Checoslovaquia 591       |
| Pistola de fuego 25 m (equipos)            | URSS 2343                              | Estados Unidos 2339                   | Finlandia · 2335                       |
| Pistola estándar 25 m                      | Viktor Torshin URSS 581                | Bonnie Harmon Estados Unidos 577      | Valeri Margasov URSS 573               |
| Pistola estándar 25 m (equipos)            | URSS 2303                              | Checoslovaquia 2268                   | Estados Unidos 2263                    |
| Pistola de aire 10 m                       | Grigori Kosych URSS 389                | Corneliu Ion Rumania 387              | Jean Faggion Francia 386               |
| Pistola de aire 10 m (equipos)             | URSS 1531                              | RFA 1528                              | RDA 1526                               |
| Blanco móvil 50 m                          | Helmut Bellingrodt · Colombia · 577    | Valeri Postoyanov URSS 577            | Alexandr Gazov URSS 572                |
| Blanco móvil 50 m (equipos)                | URSS 1527                              | RFA 1475                              | Estados Unidos 1466                    |
| Blanco móvil mixto 50 m                    | Valeri Postoyanov URSS 385             | Alexandr Kediarov URSS 384            | Alexandr Gazov URSS 383                |
| Blanco móvil mixto 50 m (equipos)          | URSS 1533                              | Hungría · 1482                        | Suecia · 1468                          |
| Foso                                       | Michel Carrega Francia 199             | Giorgio Rosetti · Italia · 195        | Silvano Basagni · Italia · 195         |
| Foso (equipos)                             | Francia 578                            | Italia · 577                          | Estados Unidos 571                     |
| Skeet                                      | Wiesław Gawlikowski · Polonia · 198    | Yuri Tsuranov URSS 197                | Markus Remes · Finlandia · 197         |
| Skeet (equipos)                            | URSS 572                               | Polonia · 572                         | Estados Unidos 568                     |

### Femenino
| Evento                               | Oro                                 | Plata                               | Bronce                              |
| ------------------------------------ | ----------------------------------- | ----------------------------------- | ----------------------------------- |
| Rifle 3 posiciones 50 m              | Anka Pelova Bulgaria 576            | Nonka Shatarova Bulgaria 574        | Margaret Murdock Estados Unidos 572 |
| Rifle 3 posiciones 50 m (equipos)    | URSS 1700                           | Bulgaria 1699                       | RFA 1689                            |
| Rifle en pos. tendida 50 m           | Margaret Murdock Estados Unidos 598 | Christina Gustafsson · Suecia · 597 | Nonka Shatarova Bulgaria 594        |
| Rifle en pos. tendida 50 m (equipos) | Estados Unidos 1778                 | Yugoslavia 1774                     | Suecia · 1771                       |
| Rifle de aire 10 m                   | Tatiana Ratnikova URSS 386          | Kira Boiko URSS 384                 | Baiba Zarina URSS 380               |
| Rifle de aire 10 m (equipos)         | URSS 1150                           | Polonia · 1121                      | RFA 1111                            |
| Pistola 25 m                         | Nina Stoliarova URSS 586            | Galina Zharikova URSS 583           | Zinaida Simonian URSS 580           |
| Pistola 25 m (equipos)               | URSS 1749                           | Checoslovaquia 1728                 | Australia 1716                      |
| Pistola de aire 10 m                 | Zinaida Simonian URSS 383           | Anisoara Matei Rumania 382          | Nina Stoliarova URSS 381            |
| Pistola de aire 10 m (equipos)       | URSS                                | Estados Unidos                      | RFA                                 |
| Foso                                 | Susan Nattrass · Canadá · 143       | Audrey Grosch Estados Unidos 137    | Françoise Robrolle Francia 136      |
| Skeet                                | Larissa Korchinskaya URSS 142       | Saskia Brixner RFA 141              | Evior Melander · Suecia · 140       |

## Medallero
| Núm. | País           | Oro | Plata | Bronce | Total |
| ---- | -------------- | --- | ----- | ------ | ----- |
| 1    | URSS           | 23  | 11    | 8      | 42    |
| 2    | Estados Unidos | 15  | 15    | 11     | 41    |
| 3    | Polonia        | 3   | 2     | 2      | 7     |
| 4    | RFA            | 2   | 4     | 5      | 11    |
| 5    | Francia        | 2   | 0     | 2      | 4     |
| 6    | Checoslovaquia | 1   | 5     | 4      | 10    |
| 7    | Bulgaria       | 1   | 2     | 1      | 4     |
|      | Rumania        | 1   | 2     | 1      | 4     |
| 9    | Finlandia      | 1   | 1     | 2      | 4     |
| 10   | Canadá         | 1   | 0     | 0      | 1     |
|      | Colombia       | 1   | 0     | 0      | 1     |
|      | Sudáfrica      | 1   | 0     | 0      | 1     |
| 13   | RDA            | 0   | 2     | 2      | 4     |
| 14   | Italia         | 0   | 2     | 1      | 3     |
| 15   | Suecia         | 0   | 1     | 4      | 5     |
| 16   | Suiza          | 0   | 1     | 3      | 4     |
| 17   | Austria        | 0   | 1     | 2      | 3     |
|      | Noruega        | 0   | 1     | 2      | 3     |
| 19   | Hungría        | 0   | 1     | 1      | 2     |
| 20   | Yugoslavia     | 0   | 1     | 0      | 1     |
| 21   | Australia      | 0   | 0     | 1      | 1     |
|      | TOTAL          | 52  | 52    | 52     | 156   |